# Суханов, Александр Васильевич
 Александр Васильевич Суханов (15 августа 1853, Осиновка — 17 июля 1921, Шкотово) — российский государственный деятель, Управляющий Южно-Уссурийским округом (1889—1916), замещавший вице-губернатора, бывший ряд трехлетий гласным городской думы Владивостока. Статский советник.

## Биография
Родился в Забайкалье в семье православного священника 15 августа 1853 года.
Воспитывался в Благовещенской духовной семинарии, но курс обучения не закончил.
С 12 сентября 1878 года поступил на государственную службу канцелярским служителем в Забайкальское областное правление.
С 7 июля 1882 года перешел на службу в Приморскую область, исполнял дела помощника исправника Софийского округа, был помощником Удского окружного исправника, секретарем Николаевского городского полицейского управления, исполнял дела заседателя (пристава) Посьетского участка Южно-Уссурийского округа. Начало его службы в Приморской области совпало с созданием Приамурского генерал-губернаторства (1884) и отработкой новой системы управления. В эти годы заведует путевой канцелярией военного губернатора Приморской области.
С 1889 года получил под свое начало Южно-Уссурийский округ и стал практически первым гражданским начальником этой административной единицы. Обеспечивал безопасность проезда цесаревича в 1899 году, получил благодарность за отличное состояние дорог и порядок в округе, а при прощании получил от Николая Романова золотые именные часы и портрет.
В 1895 году окончательно обосновался во Владивостоке, поступив на службу в Приморское областное правление, став старшим советником. Организовал и провел Первую всеобщую перепись народонаселения 1897 года, за что был награжден бронзовой медалью.
В октябре 1895 — июле 1896 годов временно исполнял должность заведующего переселенческим управлением Южно-Уссурийского края.
В течение всей службы периодически (до 10 месяцев в течение года) временно исполнял обязанности вице-губернатора Приморской области.
Вышел в отставку в 1916 году, официально «по болезни», а также и по причине революционной деятельности младшего сына.
Умер 17 июля 1921 года в с. Шкотово Приморского края после несчастного случая. Похоронен на Покровском кладбище Владивостока.

## Общественная деятельность
Многолетний член Общества изучения Амурского края, член Попечительного совета Владивостокской женской гимназии, гласный Городской Думы, член Епархиального училищного совета Владивостокской епархии, почетный мировой судья Владивостокского окружного суда, член Сибирского общества помощи раненым и больным воинам.
До последних дней жизни работал в созданном по его инициативе и под его председательством Приморском сельскохозяйственном обществе, с 11 февраля 1916 года редактировал журнал «Приморский хозяин».

## Признание, награды
- Орден Владимира 4-й степени,
- Орден Анны 2-й степени,
- Орден Станислава 2-й и 3-й степеней,
- Золотые часы и портрет от цесаревича (1899) — за отличную службу.

## Память
- В 1991 году открылся дом-музей семьи Сухановых[4], где было много выдающихся людей, составивших славу России. Сейчас он превратился в заметный музейно-культурный центр г. Владивосток.

- В честь А. В. Суханова названо селение в Хасанском районе Приморья.

- В г. Уссурийск в честь А. В. Суханова названа улица[5].

## Факты биографии
- Не имел законченного образования, но в результате самообразования выдержал сложный экзамен «в познании наук», который проводился комиссией Приморского областного правления, и получил соответствующее свидетельство.
- Раскрыл во Владивостоке самое громкое ограбление для города того периода, когда в 1891 году из Владивостокского казначейства украли фантастическую по тем временам сумму — 350 тысяч рублей. А весь бюджет города на тот момент составлял 150 тысяч рублей. По распоряжению Приамурского генерал-губернатора А. Н. Корфа в город был командирован начальник Южно-Уссурийского округа Александр Васильевич Суханов для проведения следствия. Сразу был установлен путь похищения средств: подкоп, а затем Александр Суханов преступника вычислил и деньги в казну вернул.
- За раскрытие крупного ограбления получил 19 тысяч рублей. Именно благодаря этим деньгам семья Сухановых и смогла перебраться во Владивосток[6].

## Семья
- Отец — Василий Суханов, бурятский православный священник[7].

- Жена — Анна Васильевна Воронова, воспитанница Читинского детского приюта.

- Дети — по старшинству: Анна, Григорий, Павел, Ольга, Ксения, Константин, Наталья.

- Сын — Константин Александрович Суханов — русский революционер, большевик, российский политический деятель, активный участник и один из руководителей революционного движения на Дальнем Востоке.

- Внуки -
  - Суханов Георгий Константинович, полковник, участник ВОВ: командир роты 81 бригады морской пехоты, командир противотанковой батареи, начальник разведки дивизиона. Участвовал в боях за Севастополь, Москву, Ленинград, Сталинград, Новороссийск, освобождал Прагу. Трижды был ранен, прошел Малую Землю, штурмовал Берлин и расписался на Рейхстаге. Награжден многими боевыми орденами и медалями[8][9].
  - Суханов Александр Григорьевич (1 июня 1921, Шкотово — 28 мая 2013, Владивосток) — советский и российский учёный-астроном, кандидат физико-математических наук, профессор, член Российского астрономического общества[10].

- Правнуки — Константин Георгиевич Суханов (1941—2019) — советский, российский учёный, специалист в области механики полета и процессов управления. Лауреат Государственной премии СССР.